# Rob Schneiderman

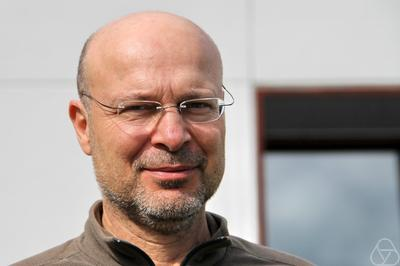
Rob Schneiderman, 2020

Robert „Rob“ Schneiderman  (* 21. Juni 1957 in Boston) ist ein US-amerikanischer Jazz-Pianist, Komponist. Arrangeur und Hochschullehrer.
Rob Schneiderman wuchs in Kalifornien auf; seine Musikerkarriere begann in San Diego, wo er Musiker wie Eddie Harris, Sonny Stitt, Harold Land und Charles McPherson bei Gastspielen begleitete. 1982 zog er nach New York, wo er in den Bands von J. J. Johnson, Chet Baker, James Moody, Art Farmer, Clifford Jordan, George Coleman, Jimmy Heath, Claudio Roditi und Slide Hampton spielte.
In Zusammenarbeit mit Hampton entstand Schneidermans erstes Album unter eigenem Namen für das Label Reservoir (New Outlook) im Januar 1988, an dem Rufus Reid und Akira Tana mitwirkten. Weitere Begleitmusiker bei seinen Alben auf Reservoir waren u. a Billy Higgins, Brian Lynch, Ralph Moore, Peter Washington, Lewis Nash, Billy Hart, Gary Smulyan und Ben Riley. Außerdem wirkte Rob Schneiderman als Sideman bei Alben von Eddie Harris, J.J. Johnson (Vivian, 1992), Fred Hersch (Last Night When We Were Young, 1994) und Akira Tana/Rufus Reid mit. 2000 nahm er im Trio mit Ray Drummond und Winard Harper das Album Edgewise auf, mit Neuinterpretationen von Bud-Powell-Klassikern, Thelonious Monks In walked Bud und Oscar Pettifords Blues in the Closet. 2019 spielte er im Quartett von Tad Shull.
Als Hochschullehrer unterrichtete er in den Jazz-Bereichen der William Paterson University und am Queens College in New York.

## Diskographische Hinweise
- Keepin´ in the Groove (Reservoir, 1996) mit Rufus Reid & Akira Tana
- Dancing in the Dark (Reservoir, 1997) mit Brian Lynch, Gary Smulyan, Rufus Reid, Billy Hart
- Edgewise (Reservoir, 2000) mit Ray Drummond, Winard Harper